# Glatt funktion

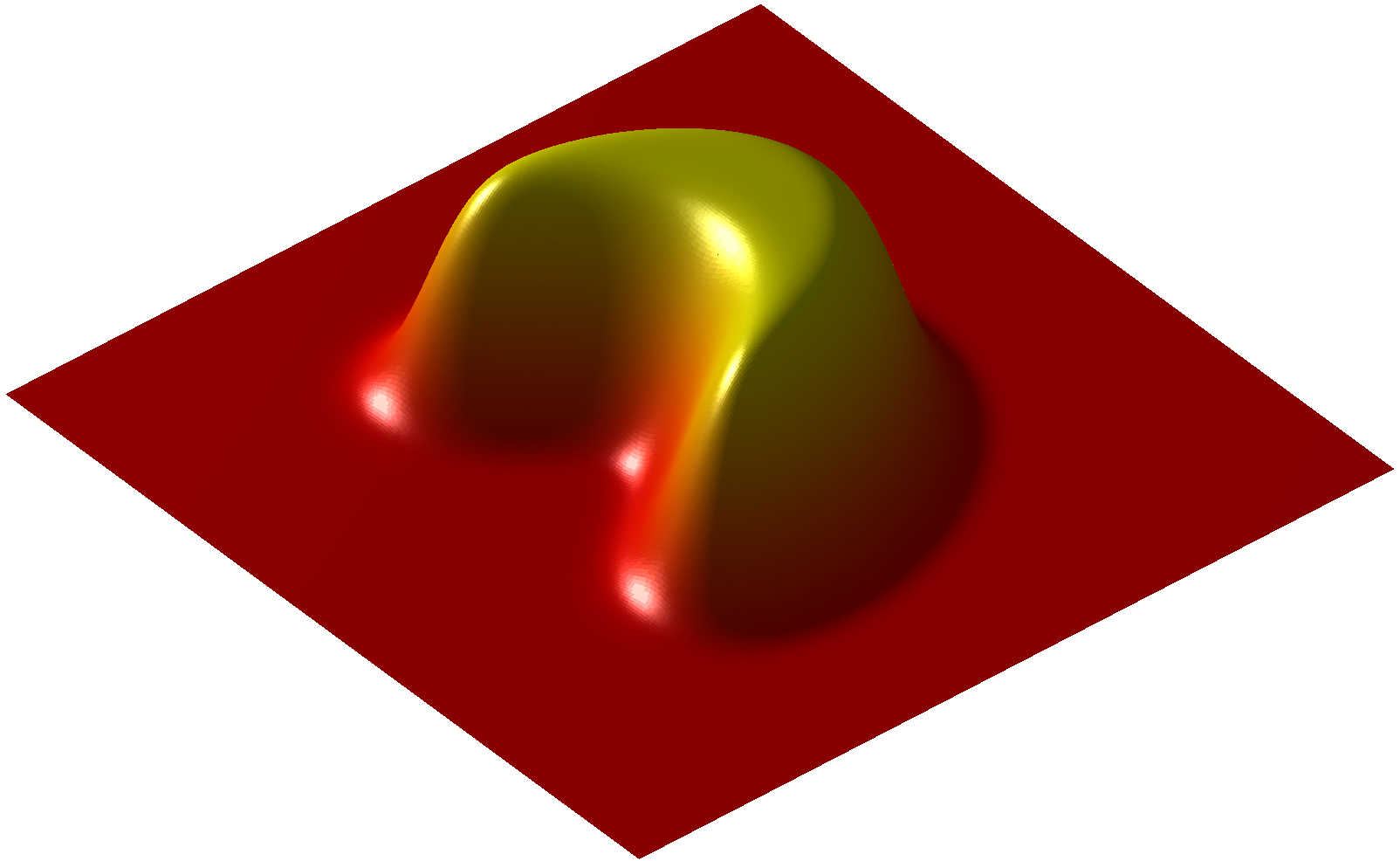
En testfunktion i två variabler, vilket är en typ av glatt funktion.

En glatt funktion, eller slät funktion, är en funktion som kan deriveras oändligt många gånger. Varken den glatta funktion eller dess derivator har några "hörn", utan kan beskrivas som just släta. Mängden av alla glatta funktioner brukar betecknas C∞.
Vissa menar att en funktion inte behöver vara oändligt deriverbar för att kallas glatt utan endast tillräckligt många gånger deriverbar för de aktuella syftena. Man kan då säga att funktionen är "tillräckligt glatt".
Funktioner kan också vara styckvis glatta. Ett enkelt exempel på detta är en vanlig fyrkantsvåg som är glatt överallt utom på just de värden där de "hoppar".
En komplex funktion som är differentierbar en gång på en öppen mängd är också både oändligt differentierbar (glatt) och analytisk på denna mängd.

## Exempel
- Alla polynom är oändligt deriverbara.
- ex är oändligt deriverbar.
- sin x och cos x är oändligt deriverbara.

## Differentierbarhetsklasser
Låt f vara definierad i en öppen mängd. Vi säger att f är av klass Ck om alla derivator till och med ordning k existerar och är kontinuerliga. En funktion är glatt, eller är av klass C∞, om den har oändligt många derivator. 
En funktion är analytisk, eller av klass Cω, om den är glatt samt är lika med sin Taylorutveckling i varje punkt. Alla analytiska funktioner är alltså glatta, men en glatt funktion är inte nödvändigtvis analytisk. Exempel på funktioner som är glatta, men inte analytiska, är testfunktioner. Testfunktioner är glatta funktioner som är skilda från noll endast på ett kompakt område.

### Exempel på funktioner av lägre differentierbarhetsklasser
Funktionen 
{\displaystyle f(x)=|x|\,}

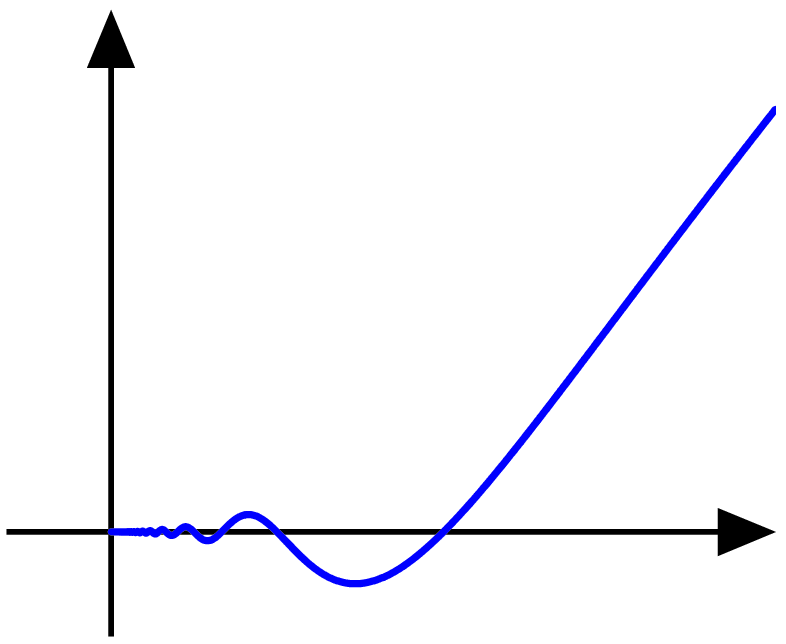
Funktionen f(x)=x^{2} sin(1/x), för x>0.

är en kontinuerlig funktion, men inte deriverbar i x=0. Därför är den klass C0.
Funktionen
{\displaystyle f(x)=\left\{{\begin{matrix}x^{2},&{\mbox{om }}x\geq 0\\-x^{2},&{\mbox{om }}x<0\end{matrix}}\right.}
är deriverbar och dess derivata är kontinuerlig, men inte deriverbar. Därför ligger funktionen i C1.
Funktionen
{\displaystyle f(x)={\begin{cases}x^{2}\sin {(1/x)}&{\mbox{om }}x\neq 0,\\0&{\mbox{om }}x=0\end{cases}}}
har derivatan
{\displaystyle f'(x)={\begin{cases}-{\mathord {\cos(1/x)}}+2x\sin {(1/x)}&{\mbox{om }}x\neq 0,\\0&{\mbox{om }}x=0.\end{cases}}}
Derivatan i sin tur är inte kontinuerlig i noll eftersom cos(1/x) svänger när x närmar sig noll. Funktionen är alltså differentierbar, men då derivatan inte är kontinuerlig ligger den i C0.

### Differentierbarhetsklasser i flera variabler
En funktion av flera variabler, f, från en öppen mängd sägs tillhöra klass Ck om alla partiella derivator av ordning k existerar och är kontinuerliga. Klasserna C∞ och Cω definieras som tidigare.

## Testfunktion

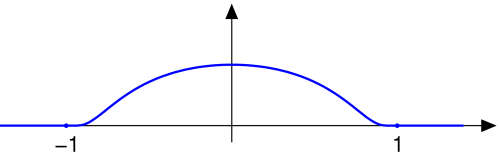

En testfunktion (eng. bump function, ungefär vägbulefunktion) är en funktion {\displaystyle f:\mathbb {R} ^{n}\rightarrow \mathbb {R} } i det euklidiska rummet som är både glatt och endast skild från noll i en kompakt mängd (man säger att den har kompakt stöd). Mängden av alla testfunktioner brukar betecknas {\displaystyle C_{0}^{\infty }} eller {\displaystyle D}.
Funktionen
{\displaystyle f(x)={\begin{cases}e^{-1/(1-x^{2})}&{\mbox{om }}|x|<1,\\0&{\mbox{annars }}\end{cases}}}
är ett exempel på en testfunktion av en variabel.

## Tillämpningar

### Glatta mångfalder
Huvudartikel: Mångfald (matematik)
Mångfald är en yta i flera dimensioner. En mångfald är glatt om överföringsavbildningarna (de funktioner som beskriver hur man omvandlar mellan olika parametriseringar) är glatta.

### Partition av enhet
Låt X1, ..., Xk vara en öppen mängd i Rn och låt Ф vara en testfunktion med stöd från unionen av X1, ..., Xk. Då kan Ф skrivas som 
{\displaystyle \Phi =\sum _{j=1}^{k}\Phi _{j}}
där Ф1, ..., Фk är testfunktioner med stöd X1, ..., Xk.
Ett vanligt förekommande fall av partition av enheten är då man vill dela upp en funktion, f, för att studera dess integral i mindre bitar. Man väljer Ф = 1, sedan multiplicerar man varje testfunktion Фj med funktionen f. Då blir
{\displaystyle \int f\ dx=\sum _{j=1}^{k}\int f\cdot \Phi _{j}\ dx}
Notera att produkten blir noll överallt utom på den "lilla bula" där Фj ≠ 0.